# Kościół Matki Bożej Królowej Polski w Krakowie (ul. Kobierzyńska)
Kościół Matki Bożej Królowej Polski – kościół rzymskokatolicki znajdujący się w Krakowie, w dzielnicy VIII Dębniki przy ul. Kobierzyńskiej 199, w Kobierzynie.

## Kościół
W latach 1909–1911 stacjonująca na terenie Kobierzyna jednostka wojskowa (VIII Pułk Ułanów) wybudowała sobie kaplicę garnizonową (według projektu pana Klimczoka).
Arcybiskup Metropolita Krakowski książę Adam Stefan Sapieha, dekretem z 3 maja 1934 roku wydzielił z parafii św. Józefa w Podgórzu parafię obejmującą swoim zasięgiem całą wieś Kobierzyn, a dotychczasową kaplicę filialną ustanowił kościołem parafialnym. Kościołowi i parafii dał za patrona Matkę Bożą Królową Polski.
W latach 1997–2000 kościół został rozbudowany.